# 문충사
문충사(文忠祠)는 대전광역시 동구에 있는 일제강점기에 만들어진 사당이다. 1989년 3월 18일 대전광역시의 문화재자료 제4호로 지정되었다.

## 개요
일제에 의해 강제로 체결된 을사조약과 한일합방을 통탄해하며 자결한 송병선(1836∼1905)과 송병순(1839∼1912) 형제의 위패와 영정을 모시고 제사 드리는 사당이다.
송병선은 우암 송시열 선생의 9대 손으로 학문이 뛰어나 천거되었으나 관직에 나가지 않았다. 19세기말 외세가 물밀듯이 들어와 나라의 앞날이 어려워지자 『근사속록』을 간행하였다. 또한 1905년 불법적인 을사조약이 체결되었을 때는 고종에게 조약 파기와 을사 5적을 처단할 것을 진언하기도 하였다. 다시 고종을 만나려다가 일본 헌병들에게 체포되었는데 상소문을 올리고 음독 자결하였다.
송병순은 고종 25년(1888) 의금부도사가 되었으나 곧 사퇴하고 학문 연구에만 몰두하다가 불법적인 을사조약이 체결되자 일본을 성토하는 글을 지어 전국에 배포하였다. 1910년 한일합방의 슬픈 소식을 듣고 두문불출하다가 끝내 형과 같이 음독 자결하였다.
원래 이 사당은 충북 영동에 1908년에 있던 것인데, 1966년 송병선 선생의 추모 60주년을 맞아 선생이 태어나고 순국한 이곳으로 옮겼다. 또한 1970년 강당인 용동서원을 세워 서원 건축 양식을 갖추게 되었다.

## 같이 보기
- 송병선
- 송병순

## 참고 자료
- 문충사 - 국가유산청 국가유산포털